# Vereinigter Schulbezirk von Los Angeles

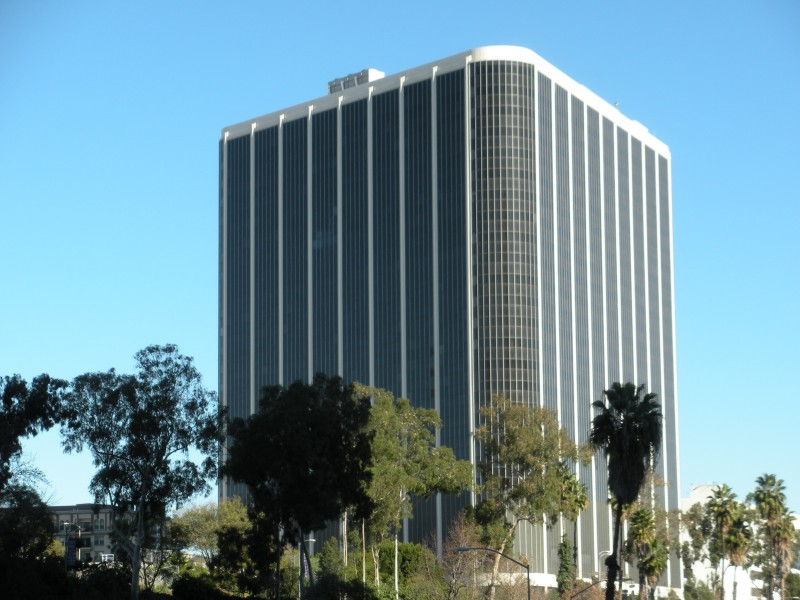
Hauptquartier des Vereinigten Schulbezirks von Los Angeles, Downtown Los Angeles, Kalifornien

Der Vereinigte Schulbezirk von Los Angeles (Los Angeles Unified School District, LAUSD) ist ein Schulbezirk im Bundesstaat Kalifornien.

## Umfang des Schulbezirks
Es handelt sich um den zweitgrößten Schulbezirk in den Vereinigten Staaten. Der Schulbezirk umfasst das Gebiet der Stadt Los Angeles und weiteren 31 kleineren Gemeinden und Ortschaften im Los Angeles County. Betreut werden durch LAUSD über 640.000 Schüler vom Kindergarten bis zur 12. Klasse (High School). Zuständig ist der Vereinigte Schulbezirk für mehr als 900 Schulen und 190 öffentliche Charter Schools.